# ГЕС Рудбар-Лорестан
ГЕС Рудбар-Лорестан — гідроелектростанція на південному заході Ірану. Знаходячись перед ГЕС Діз, становить верхній ступінь каскаду у сточищі річки Діз, правої притоки Каруну, котрий в свою чергу впадає ліворуч до Шатт-ель-Арабу (басейн Перської затоки). В майбутньому між названими станціями збираються спорудити ще одну велику ГЕС Бахтіарі.
У межах проекту річку Рудбар (права твірна Бахтіарі – лівої твірної Діз) перекрили кам’яно-накидною греблею із глиняним ядром висотою 155 метрів, довжиною 185 метрів та шириною від 15 (по гребеню) до 720 (по основі) метрів, яка потребувала 4,4 млн м3 матеріалу. На час будівництва воду відвели за допомогою двох тунелів загальною 1,3 км з діаметром 8 метрів. Гребля утримує водосховище з площею поверхні 4,1 км2 та об'ємом 228 млн м3 (корисний об’єм 115 млн м3), в якому припустиме коливання рівня поверхні у операційному режимі між позначками 1721 та 1756 метрів НРМ (під час повені до 1764 метра НРМ).
Зі сховища під правобережним масивом прокладено дериваційний тунель довжиною 1,3 км з діаметром 6 метрів, який переходить у два водоводи довжиною 2,2 км зі спадаючим діаметром від 4,4 до 3,4 метра. У підсумку ресурс надходить до машинного залу, розташованого вже на правому березі Бахтіарі нижче від злиття витоків цієї річки, при цьому відстань між греблею та залом по руслам Рудбар та Бахтіарі становить 38 км. 
Основне обладнання станції складається з двох турбін типу Френсіс потужністю по 225 МВт, які використовують напір від 402 до 437 метрів (номінальний напір 431 метр) та забезпечують виробництво 986 млн кВт-год електроенергії на рік.
Видача продукції відбувається по ЛЕП, розрахованій на роботу під напругою 400 кВ.